# Роман Ружинський
Роман Ружинський (нар. 1575 — пом. 18 квітня 1610) — руський князь, полководець Речі Посполитої, син козацького гетьмана Кирила Ружинського, гетьман військ Лжедмитрія ІІ (з весни 1608).

## Життєпис
З 1600 року воював під проводом польного коронного гетьмана Станіслава Жолкевського. В 1607 році брав участь у битві під Ґузовим (Польща), бився за короля Сигізмунда III Вазу з рокошанами Миколая Зебжидовського.
На початку 1608 року з невеликим загоном гусарів покинув військо короля і, позичивши грошей у краківського воєводи М. Зебжидовського (бл. 60 тисяч злотих під заставу своїх земель), зібрав військо для походу проти Московського царства. Прибув до Орла (табір Лжедмитрія II), вчинив переворот, усунувши з посади головнокомандувача Миколая Меховецького, став гетьманом військ самозванця.
Як гетьман вів переговори з московським царем; отримав кілька визначальних перемог над військами московитів. Так, 10-11 травня під містечком Болхов, маючи всього 30000 солдатів, розгромив 170000-не московське військо князя Дмитра Шуйського. 28 червня 1608 року розбив військо московського князя Василя Масальського на Ходинці, взяв в полон князя Масальського і захопив великий обоз.
Сприяв одруженню Лжедмитрія II з Мариною Мнішек. Після розпаду Тушинського табору вирішив приєднатися до армії короля Сигізмунда III.
Помер на Московщині від хвороби, був похований у домініканському костелі святого Миколая в Києві (потім — Петропавлівська церква на Подолі), де був його надгробок.

## Сім'я
Вдова князя — славна «кресова невістка» Софія з Корабчевських — стала 4-тою дружиною віленського каштеляна Єроніма (Яроша) Ходкевича.